# Albert Breunissen Troost
Albert Breunissen Troost (Drunen, 9 juli 1832 - Sneek, 21 juli 1900) was een Nederlands architect. Hij is voornamelijk bekend vanwege de vele door hem ontworpen bouwwerken in Sneek.
Troost werd geboren in Drunen als zoon van Gerhard Breunissen Troost (predikant) en Johanna Elizabeth Prins. Hij trouwde tweemaal; in 1859 met Ytje Gorter (overleden in 1860) en in 1864 met Catharina Gijsberta Levoir. Uit dit laatste huwelijk stamt een dochter, genaamd Ida Breunissen Troost.
Hij was medewerker van architect Isaäc Warnsinck in Amsterdam en was als zodanig bij de bouwplannen van het Old Burger Weeshuis betrokken. Voordat de bouwplannen van dit weeshuis waren goed gekeurd, was Warnsinck vertrokken naar Amsterdam voor een functie als wethouder. Troost maakte het bouwwerk als uitvoerend architect af, waarna hij in Sneek bleef wonen.
Hierna ontving hij diverse nieuwe opdrachten en in 1859 werd hij directeur van de Sneker Gasfabriek. Hij bleef daarnaast als architect werkzaam en ontwierp verschillende gebouwen, waarvan een ruim deel tegenwoordig rijksmonument is, in onder meer Sneek, Bolsward, IJlst, Woudsend, Tzum, Scharnegoutum, Oosthem en Heeg. Troost ontwierp veel religieuze gebouwen. Hij gaf ook les aan Cornelis Peters, die later rijksbouwmeester zou worden.

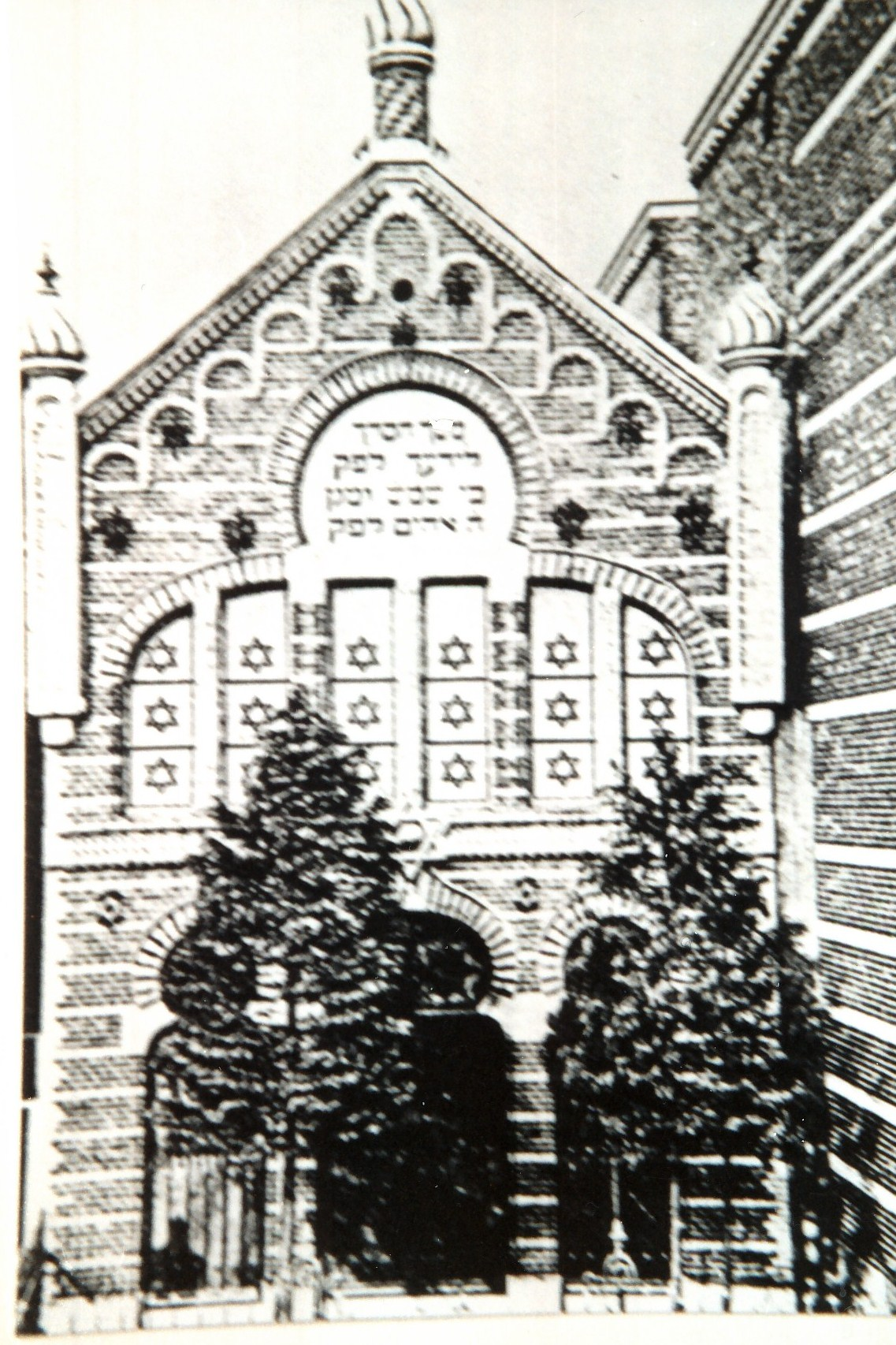
Synagoge te Sneek (1836)
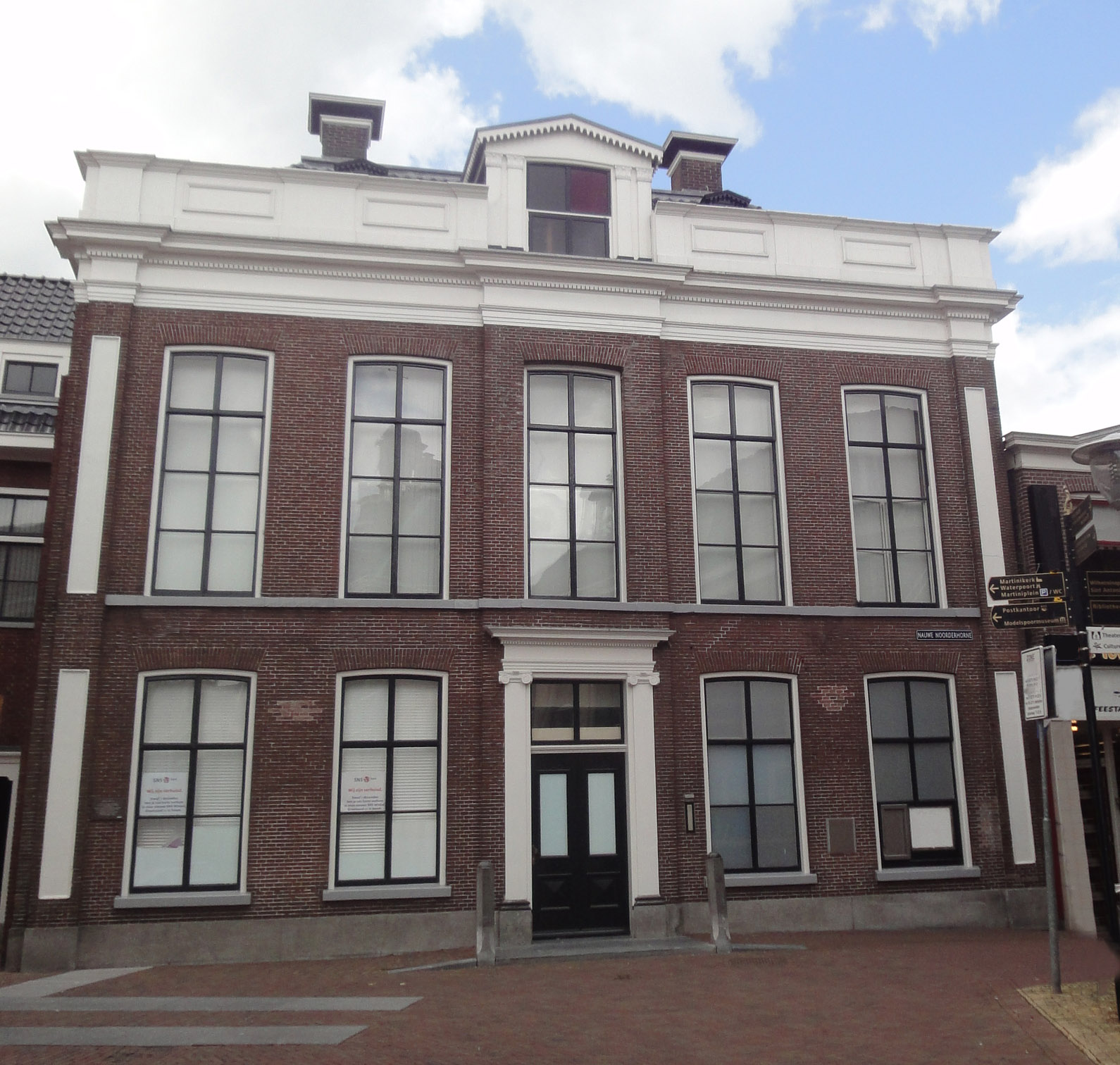
Gemeentehuis Wymbritseradeel te Sneek (1864)
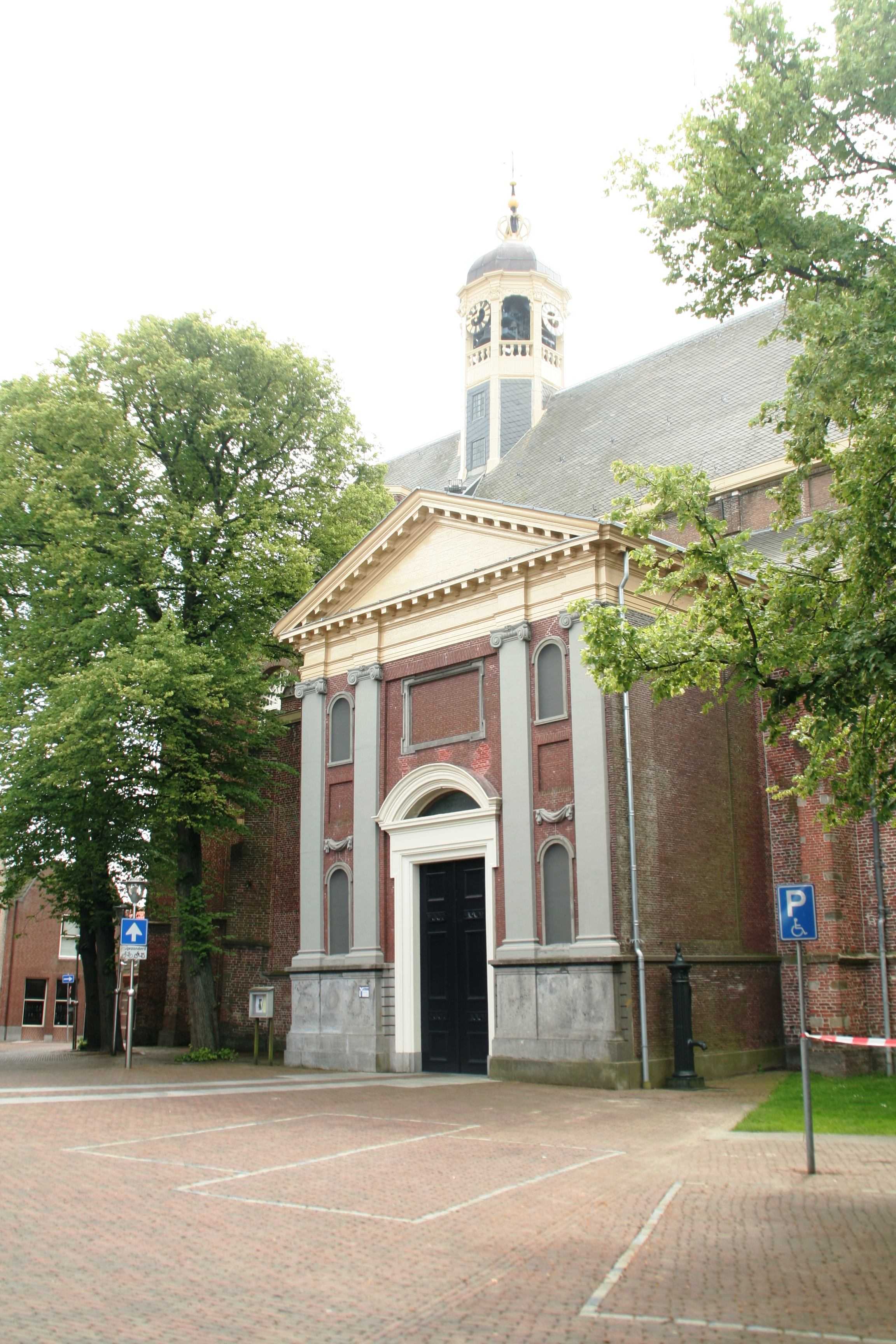
Verbouwing Grote of Martinikerk te Sneek (1871)
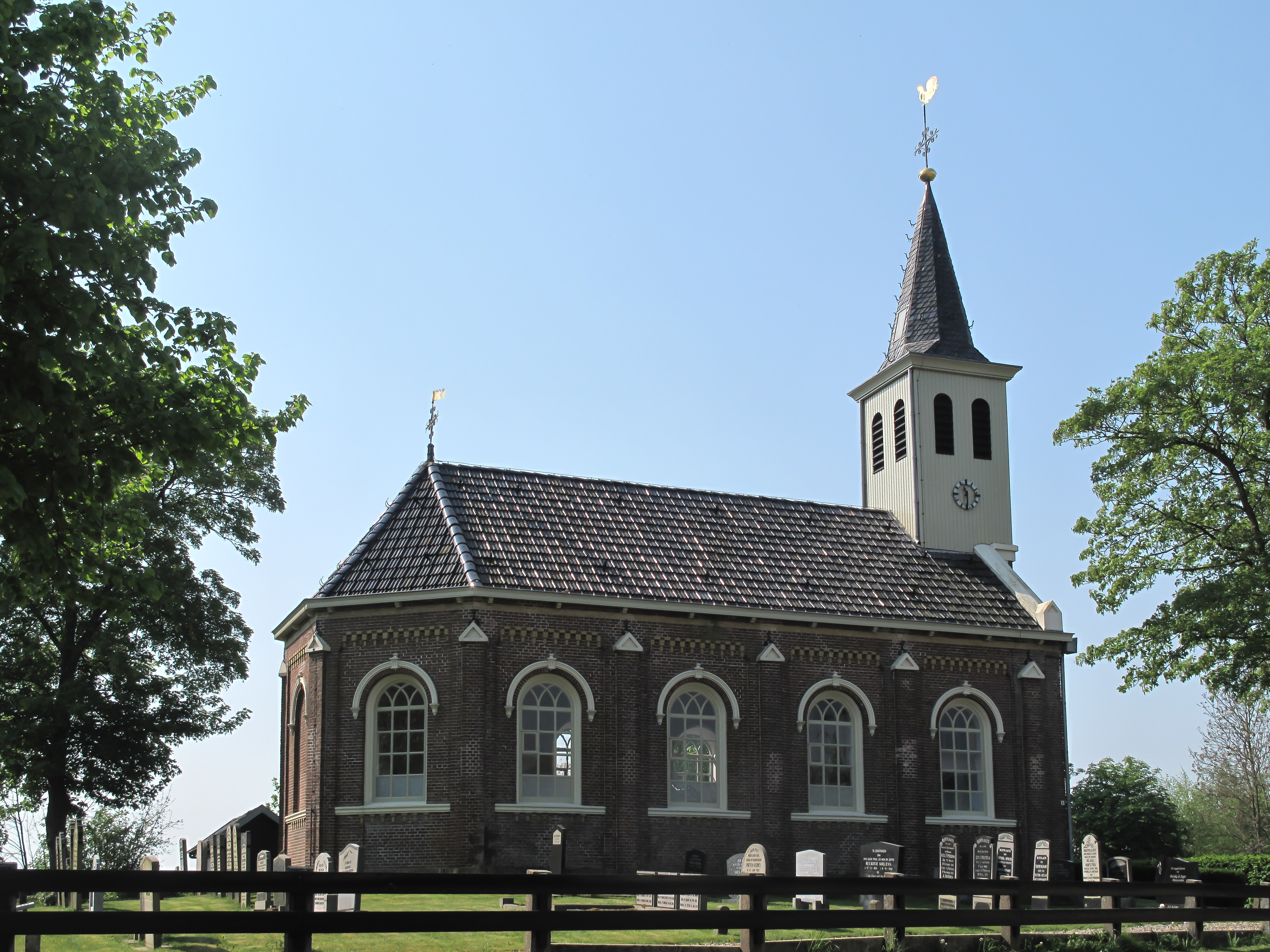
Kerk van Offingawier (1882)
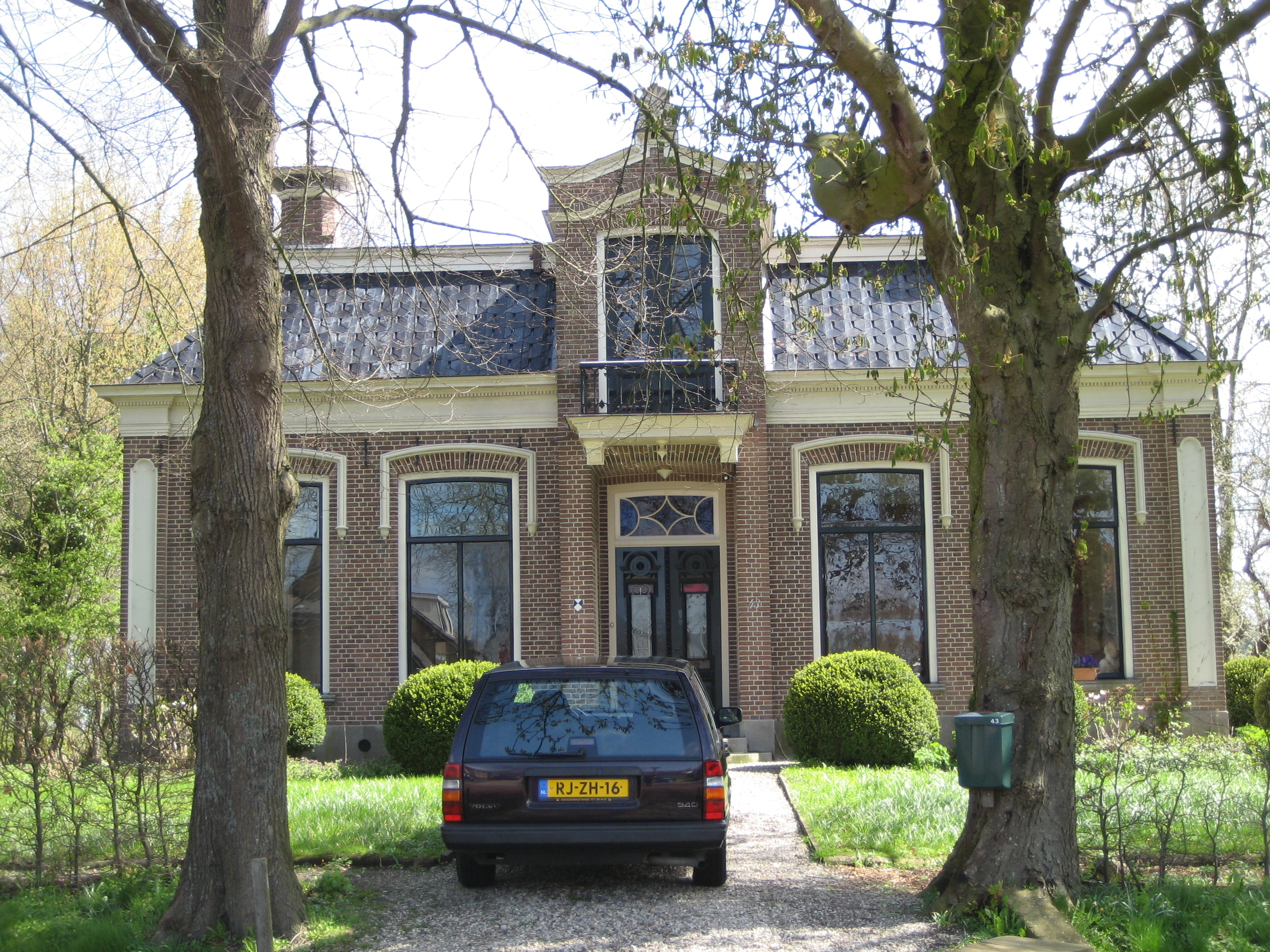
Voormalige pastorie Johanneskerk in Oppenhuizen

Naast architect en directeur was Troost ook werkzaam als voogd van het Old Burger Weeshuis, regent van de Sneker stadsgevangenis, bestuurslid van de Sneker Badinrichting en als stimulator voor de aanleg van de Spoorlijn Leeuwarden-Stavoren.
Hij was vanaf de oprichting van de Vereeniging van Gasfabrikanten (Utrecht, 1873) lid van het bestuur en had in de loop der jaren verschillende bestuursfuncties: voorzitter, vice-voorzitter en secretaris. In 1899 werd hij, bij zijn ambtsjubileum van 40 jaar lang directeur van de Sneker gasfabriek, tot erelid van de Vereeniging benoemd.
Albert Breunissen Troost overleed in 1900 te Sneek op 68-jarige leeftijd. Hij ligt begraven op de Algemene Begraafplaats.